# Deutsch-Schweizerische Internationale Schule (Hongkong)
Die Deutsch-Schweizerische Internationale Schule (englisch German Swiss International School, GSIS; chinesisch 德瑞國際學校 / 德瑞国际学校, Pinyin Dé Ruì Guójì Xuéxiào, Jyutping Dak1 Seoi6 Gwok3zai3 Hok6haau6) ist eine 1969 gegründete internationale Schule in Hongkong. Die Schule orientiert sich an zwei Systemen. Sie bietet eine, dem deutschen Schulsystem entsprechende, deutschsprachige Sektion und daneben eine englischsprachige, welche wiederum am Lehrplan und Schulsystem von England ausgerichtet ist, an.
Mehr als 1.300 Schülerinnen und Schüler aus über 30 verschiedenen Ländern bereiten sich in zwei parallelen Zweigen auf deutsche oder britische Abschlüsse vor.
Die Schule umfasst alle Schulstufen vom Kindergarten bis zur Sekundarstufe des deutschen und des englischen Schulsystems. Weiter umfasst die Schule eine deutschsprachige Berufsschule mit einer Ausbildung zum Kaufmann im Groß- und Außenhandel sowie Kaufmann für Spedition und Logistikdienstleistung.

## Geschichte und Standorte
Die Schule wurde von deutsch-schweizerischen Familien gegründet, die für ihre Kinder eine zweisprachige deutsch-englische Bildung in einem internationalen Umfeld suchten. Bei der Gründung 1969 besuchten, in einem Gebäude in der Barker Road, 73 Schüler die Schule. Aufgrund steigender Schülerzahlen musste die Schule mehrmals umziehen, bis 1975 das erste Schulgebäude in der Guildford Road, dem heutigen Peak Campus, eröffnet wurde. Dieser umfasst heute drei Gebäude. Weiter gehört heute zur Schule der Campus in Pok Fu Lam. Dort befinden sich der deutsche Kindergarten, die deutschen Vorschulklassen und die erste Klasse der deutschen Grundschule, sowie der englische Kindergarten (englisch Preschool) und die ersten beiden Jahre der englischen Primary School (englisch Infant School). Die oberen Grundschulklassen beider Sektionen, sowie die weiterführenden Klassen (deutsche Sekundarstufe und englische Secondary School) befinden sich auf dem Peak Campus. Das Wirtschaftskolleg befindet sich in Sai Ying Pun.
Aufgrund des Schulausbauprojekts und der damit seit 2008 andauernden Renovierungs- und Bauarbeiten am Peak Campus sind die oberen Grundschulklassen beider Sektionen seit 2011 vorübergehend auf einem Ausweichcampus in Wan Chai untergebracht.

## GSIS Association Ltd & GSIS Foundation Ltd
Die GSIS Association Ltd ist eine GmbH nach Hongkonger Recht und ist verantwortlich für den Betrieb der Schule. Sie beschäftigt die Lehrkräfte und die Mitarbeiter in Verwaltung und Technik und regelt akademische und administrative Angelegenheiten.
Die GSIS Foundation Ltd ist eine GmbH nach Hongkonger Recht. Sie besitzt und verwaltet die Gebäude der German Swiss International School auf dem Peak Campus.

## Gebühren
Für jedes Kind, das in die Schule aufgenommen wird, muss bei der GSIS Foundation eine Debenture (vergleichbar mit einer zinslosen Zwangsanleihe) erworben werden. Die Schule bietet zwei Formen von Debentures an. Die Standard-Debenture, welche zurückerstattet wird, wenn der Schüler die Schule verlässt, beläuft sich auf 475.000 Hongkong-Dollar. Die Development Debenture, welche nicht zurückerstattet wird und stattdessen als Spende an die Schule für das Schulausbauprojekt übergeht, beläuft sich auf 332.500 Hongkong-Dollar.
Bei beiden Sektionen, für den Kindergarten sowie alle Schulstufen, beläuft sich die Anmeldegebühr auf 3700 Hongkong-Dollar, die Gebühr der Aufnahmeprüfung 4300 Hongkong-Dollar. Die jährlichen Gebühren sind beim Kindergarten 137.400 Hongkong-Dollar, der Grundschule 142.100 Hongkong-Dollar, bis zum Abschluss der Sekundarstufe I 171.400 Hongkong-Dollar und danach bis zum Abschluss der Sekundarstufe II 181.200 Hongkong-Dollar. Die Berufsschule kostet ein Schulgeld von 38.500 Hongkong-Dollar sowie eine jährliche Gebühr von 8.400 Hongkong-Dollar.

## Kritik
Im Dezember 2013 wurden die Schule in einem Artikel der South China Morning Post dafür kritisiert, die gesetzlich vorgegebene maximale Kindergarten-Anmeldegebühr von 30 Hongkong-Dollar um das hundertfache zu überschreiten. Gemäß dem Hongkonger Gesetz darf eine Kindergarteneinrichtung lediglich mit einer Genehmigung durch die Regierung das gesetzlich festgelegte Limit für die Anmeldung überschreiten. Eine solche Genehmigung war der Schule zu diesem Zeitpunkt noch nicht erteilt worden.